# Лофтхус, Кристиан
Кристиан Енсен (Иенсен) Лофтхус (1750—1797) — норвежский фермер и арматор, полевой командир, предводитель восстания 1786—87 годов, известного как Лофтхусрайзинген.

## Биография

### Происхождение
Кристиан Фальк — уроженец фамильной усадьбы Лофтхус (округ Неденсе, Южная Норвегия). По линии своей матери, Тарьер Лофтхус (1719—1766), Кристиан был потомком свободолюбивых норвежских бондов Средневековья (само слово «bond» переводится с языка Norræn Tunga двояко: и как «крестьянин», и как «гражданин»). Отцом Кристиана был юный датский матрос Енс Енсен Фальк (1732 — ?), уроженец Ютландии. Кристиан был внебрачным ребёнком. Отец-датчанин рано умер и почти не имел влияния на сына. Кристиан Енсен взял себе материнскую фамилию Лофтхус. Со временем Кристиан Лофтхус стал судовладельцем средней руки; совершил, в качестве шкипера, несколько плаваний в Данию и Британию… 27 января 1774 года Лофтхус сочетался браком с Эльзой-Софией Нильсдоттир Хомборэй (1752—1812), дочерью крестьянина Нильса Ольсена Данневига и его супруги Гури Омундсдоттир. Во 2-й половине 1770-х гг. Лофтхус занялся судостроением. В 1779-80 гг. он построил барк «Энигеден».

### Восстание
В 1786 году Лофтхус, по поручению своих земляков — крестьян округа Неденсе, составил жалобу на притеснения со стороны датских чиновников (которые, по словам Генрика Ибсена, «в этих краях хозяйничали хуже, чем где-либо»), а также на предоставленное портовому городу Арендал монопольное право торговли зерном. После того, как местные датские власти отказались принять меры по данной жалобе, в июне 1786 года около 2 тысяч вооружённых крестьян, во главе с Лофтхусом, взялись за оружие, осадили центр округа и сместили со своих постов ряд «несправедливых чиновников» (формулировка Лофтхуса). После чего Кристиан Лофтхус незамедлительно отправился в Копенгаген с толстой пачкой крестьянских жалоб. 
Лофтхус лично представился королю Кристиану VII и так горячо защищал народное дело, что была назначена следственная комиссия. Последняя официально сместила особенно ненавистных чиновников.
 — писал драматург Генрик Ибсен, изучавший биографию Лофтхуса. В действительности, Кристиана Лофтхуса благосклонно принял регент Дании и Норвегии, кронпринц Фредерик… Однако, дальнейшие события приняли трагический оборот, поскольку уцелевшие неденсейские «царьки» не смирились с победой Лофтхуса и его единомышленников.
Использовав остатки своего административного ресурса, они обрушили на успевших разойтись по домам и отчасти утративших бдительность повстанцев суровые репрессии. Сам Кристиан Лофтхус сумел хорошо укрепить свою усадьбу и, вместе с горсткой сторонников, успешно выдержал долговременную осаду. Между тем, враги обвинили Лофтхуса в тайных сношениях со шведским королём Густавом III и в намерении «сдать» шведам Норвегию — якобы, в обмен на их обещание основать на юге страны вассальное королевство, с королём Кристианом I (Лофтхусом) во главе.

### Тюремное заключение и смерть
В марте 1787 года, будучи обманом завлечён в соседнюю усадьбу, Лофтхус был схвачен датчанами и доставлен в королевский замок Акерсхус, где заточён до конца своих дней. Целых 5 лет он дожидался суда. На процессе 1792 года ему было предъявлено обвинение в организации вооружённого мятежа. Защищал Лофтхуса Эневольд Фальсен (1755–1808), один из лучших адвокатов Норвегии. Но его блестящая риторика на этот раз не возымела действия: Кристиан Лофтхус был приговорён к пожизненной каторге, которую отбывал в том же Акерсхусе). В 1797 году друзья Лофтхуса добились для него королевской амнистии, но, по словам Ибсена, 
Помилование явилось слишком поздно: раньше, чем его успели освободить люди, Лофтхуса освободила смерть!
«Смерть Лофтхуса — на совести датского правительства!» - писал норвежский поэт и драматург Генрик Вергеланн. Без преувеличения можно сказать, что Кристиан Енсен Лофтхус — один из самых прославленных героев-мучеников новой норвежской истории. «Дуб Лофтхуса» в усадьбе Мёглестуйе, под которым в своё время отдыхал и отдавал приказания народный трибун, стал национальной святыней. Ибсеновская же народно-историческая повесть «Акерсхусский узник» осталась в черновике.

## Наследие
Лофтхус стал вдохновителем национальной борьбы за независимость, приведшей к событиям 1814 года в Норвегии. Норвежское левое движение в то время считало его мучеником за народное дело. Генрик Вергеланн позже страстно писал о том, как Лофтхус был предан правительством. В 1914 году памятный камень с надписью, посвящённой Лофтхусу, был установлен на его ферме в Vestre Moland. В 2002 году памятник Лофтхусу работы норвежского мастера  Гунна Харбица был воздвигнут в гавани Лиллесанна.